# École nationale d'ingénieurs de Monastir
Pour les articles homonymes, voir ENI et ENIM.
L'École nationale d'ingénieurs de Monastir (arabe : المدرسة الوطنية للمهندسين بالمنستير) ou ENIM est une école d'ingénieurs tunisienne basée dans la cité de Monastir située dans l'est du pays. Elle dépend de l'université de Monastir.
Elle est créée en 1987 et repose sur des enseignements aussi bien théoriques que pratiques dans les domaines suivants :
- génie énergétique ;
- génie mécanique ;
- génie électrique ;
- génie textile.

L'ENIM a établi une coopération avec plusieurs écoles françaises au niveau des projets de fin d'études, comme l'École centrale de Marseille. L'école réalise aussi un échange d'étudiants inscrits en deuxième année de la filière de génie mécanique avec l'École nationale d'ingénieurs de Metz.

## Modalités de recrutement
En 2010, les 400 étudiants accueillis sont principalement issus des classes préparatoires :
- Physique et technologie : 27 places en génie électrique, 28 places en génie énergétique et 59 places en génie mécanique ;
- Mathématiques et physique : 47 places en génie électrique, 47 places en génie énergétique et 31 places en génie mécanique ;
- Physique, chimie : 26 places en génie électrique, 25 places en génie énergétique et 10 places en génie mécanique.

Ils sont également issus d'admissions parallèles par concours sur dossier à niveau Bac+3.

## Réseau des écoles supérieures d'industrie textile francophones
- École nationale supérieure des arts et industries textiles (France)
- École supérieure des industries du textile et de l'habillement (Maroc)
- École nationale d'ingénieurs de Tunis (Tunisie)